# Алфонсо X од Кастиље
Алфонсо X Учени (шп. Alfonso X el Sabio; 1221-1284) био је краљ Леона и Кастиље, син Фернанда III Свеца, освајача Севиље.  После смрти свога оца ступио је на кастиљански престо 1252. године трудећи се да настави његову мудру и успешну војничку и политичку активност. Препун живости, био је лош, сметен и превртљив владар, неспособан да води доследну политику. Такође је био и визионар, радозналог духа, веома образован, занимао се за право, историју, геометрију, књижевност, сликарство, музику, астрологију, астрономију и алхемију. Био је још и свирач, песник и хуманиста пре времена. Он је први предосетио оно што ће касније постати Шпанија, увео је у употребу кастиљански језик, један од најзвучнијих и најепскијих језика. Започео је да усаглашава законе. Аутор је првог кастиљанског законика. Желео је да сазна све и успео је да стекне многа знања. Доба његове владавине обележено је обједивањем свих знања онога времена. Био је између осталог надахнути песник, ерудита и изванредан организатор. У народу је више остао упамћен по свом културном доприносу него по својој владарској дужности.

## Алфонсови планови
Док се Фернандо III, његов отац, заносио идеалом крсташког рата, Алфонсо се суочавао са другом дилемом: како да закрпи тканину састављену од хиљаду парчића? Како да насели те бескрајне освојене територије? Како смислити државу која ће бити довољно јака да се суочи са будућношћу? Пошто у томе није успео, историчари му замерају поразе и невештину. Он је измерио ширину свог задатка и схватио колики је улог у игри. Увидео је да заузеће градова и територија није довољно уколико се победницима не повери виша и племенитија мисија. Алфонсо X се налази на раскршћу између средњовековног универзума на заласку и новог света у настајању. Царство је била његова опсесија, у сродству са династијом Француске он је имао магловиту представу о јединству континента. Шпанци воле то његово предосећање, иако се ругају његовим жељама. Његова замисао била је обједињавање свих духовних искустава хришћанске, исламске и јеврејске цивилизације. То представља јединствену појаву у историји средњег века.

## Територије
Алфонсова краљевства су вековима била одвојена од утицаја Галиције, са своје две престонице, Самором као војним и Леоном као управним и научним средиштем. Ту је живело измешано становништво, мосарапи (хришћани који су живели на исламској земљи и због тога арабизовани). У леонској покрајини било је кантарберијских, баскијских, аустријских па и француских ратника. обичаји, нарави, језици, све се то мешало у тој земљи без сталних и сигурних граница.

## Спољашња и унутрашња политика
Алфонсо X Учени представља значајну појаву у историји западноевропске цивилизације у средњем веку. Као владар није високо оцењен. Већина његових подухвата на спољно-политичком и на унутрашњем плану завршила се поразима. Погрешно је водио спољну и унутрашњу политику.

### Спољашња политика
Борио се против Мавара. Желео је да пређе у Африку и да уништи Маваре. У томе није успео. Желео је да прошири своју краљевину и да јој припоји стране покрајине, на које је полагао право на снову породичних веза. Ни то му није успело. Није успео да Кастиљи припоји Наварску краљевину а ни Гаскоњско војводство, није му пошло за руком да постане немачки цар, а то је била једна од његових највећих жеља. Веома му је било стало до титуле el rey de romanos али му је папа забранио да је употребљава у међународним документима.

### Унутрашња политика
Алфонсо је у току своје владавине имао много потешкоћа и у унутрашњој политици. Властела, припадници најстаријих и најугледнијих породица, захтевала је сва већа права и све веће привилегије, побунила се против Алфонсове владавине и започела грађански рат. Краљ није успевао да међу њима заведе ред. Незадовољни племићи су подршку тражили код Алфонсовог сина Санћа, који је био веома енергична и способна личност. Они су га нагнали да се побуни против оца. Почели су онда унутрашњи немири. Алфонсо је умро не измиривши се са сином кога је много волео. Санчо је исто много волео и поштовао оца зато никада није дозволио да се њих двојица сукобе у отвореној борби. Санчо је у време своје владавине настојао да продужи многе књижевно-историјске подухвате које је започео његов отац, далеко успешнији као законодавац, историчар, песник и организатор разних књижевно-историјских истраживања него као политичар и владар.

## Кастиљански језик
Алфонсо је кастиљанском језику посветио веома велику пажњу. Он је желео да сва човекова знања која су му била доступна пренесе на кастиљански. Било је потребно да се тај језик оспособи за изражавање апстрактних идеја и пјмова из разних дисциплина. Кастиљански језик половином XIII века био је у много чему несигуран. Алфонсо је сматрао сам чин превођења као једно од драгоцених средстава за усавршавање шпанског језика. Преносио је у шпански многе синтаксичке конструкције из латинског, а понекад и из арапског. Користио је и неологизме. Све до Алфонса латински језик је био језик цркве и администрације, главни језик на коме се општило. Приморао је народ да пише народним језиком и у XIII веку кастиљански је постао језик књижевности и администрације. У почетку им је било тешко и због тога су се често јављали синтаксички неуједначени преводи. Захваљујући Алфонсу и његовим сарадницима idioma romance од народног, говорног језика прераста у књижевну прозу и потискује латински из многих области духовног и државног живота. Кастиљански постаје језик науке, уметности и државне управе. И у кастиљанској књижевности почињу да се формирају нове прозне врсте.

## Рад
Колевку хришћанског хуманизма, Универзитет у Саламанки, основао је Алфонсов отац, али га је Алфонсо обасипао доброчинствима, позивао угледне професоре и привлачио студенте из читаве Европе.

### Преводилачка школа
Све до владавине Алфонса књижевност се усмено преносила и народ је био необразован. Алфонсо је желео да описмени становништво и знање учини доступним свима. Због тога је у Толеду је основао преводилачку школу (Escuela de traductores de Toledo), јер му је било стало да сакупи и сачува муслиманску баштину. Окупио је најврсније зналце и ерудите, већином Јевреје, који су на латинском и романском створили бујицу ремек-дела из филозофије, астрономије, медицине, ботанике и алгебре. Касније ће то исто урадити у Севиљи и у Мурсији. Толедо је у то време био престоница и у њему је постојала библиотека у којој су били стари рукописи Авара и из античке Грчке. Организовао је заједнички рад под његовим руководством. Он је био иницијатор свих подухвата, а велики део посла урадили су његови бројни сарадници. Имена многих од њих нису сачувана. Мавари и Јевреји су преводили текстове са арапског и јеврејског, а шпански учењаци су Алфонса упознавали са прикупљеним материјалом, помагали му у његовом сређивању или под његовим руководством писали текстове на кастиљанском језику. Алфонсо је учествовао у одабирању преведених текстова, написао је многе одломке на кастиљанском језику и често је својеручно исправљао текстове које су писали његови сарадници. Школа је доживела врхунац у време Алфонсове владавине.

### Законик
Он је први аутор законика на народном језику: Las siete partidas, познато и као Libro de las leyes. Тиме је успео да оствари идеју свог оца, Фернанда III, и сакупи све законе који су делили Кастиљу. Дело сведочи о праву оног доба и уређењу кастиљанског друштва за време Алфонса. Настало је између 1256. и 1265. године.

### Поезија
Алфонсо је сматрао да је језик Кастиље још увек груб, недовољно мелодичан и изражајан да би на њему могла да се напише песма. Тако да је Алфонсо, кад би желео да испева песму користио други полуострвски језик, галисијско-португалски. Галицијско-португалски језик у XII и XIII веку је био једини романски језик на Иберијском полуострву који је сматран достојним за писање поезије. Тако да је Алфонсо неговао песничке врсте које су постојале у галисијско-португалској поезији, и то на галисијско-португалском језику.
Његове песме обрађују маријанске теме које су у средњем веку биле популарне у свим западноевропским земљама. За своје песме користио је разне изворе. У њима је описао многе случајеве Богородичиних чуда који су већ одрађивани у црквеној књижевности његовог времена. Биле су разних дужина и написане у разним метричким облицима. Оно што им је свима заједничко то је присутност естрибиља, једне врсте припева. Поједини научници сматрају да се у форми његових песама осећа утицај арапско-андалузијског сехела. Девет песама представљају обраду појединих Богородичиних чуда и у њима преовлађују наративни елементи док је десета (cantiga de loor-похвална песма) нека врста химне Богородици, узношење њене личности, искључиво лирска. Ове похвалне песме су биле предвиђене за певање уз пратњу музичких инструмената, певан је био и известан број наративних песама.
Значајан део његове песничке заоставштине сачуван је до данас. У два зборника песама, Cancioneiro da Vaticana и Cancioneiro Colocci-Brancutti, сачувано је и тридесетак Алфонсових лирских песама које припадају популарним врстама галисијско-португалске поезије (љубавне и религиозне, као и ругалачке песме).

#### Cantigas de Santa María
Најпознатију збирку песама представљају песме посвећене Богородици, или Cantigas de Santa María. Дело је веома обимно, садржи 427. песама; 360. су наративног карактера, 40. лирског а преостале су се изводиле приликом црквених прослава. Песме су кратког стиха, употребљавао је сехел и мувашахе. Пре неколико година у Француској и у Шпанији се са уживањем слушала Cantigas de Santa Maria. Музику за ову песму су компоновали композитори из Алфонсовог окружења. Садржи једнолична дуга певања у којој се мешају сазвучја Истока и Запада. Песме су посвећене Богородици Марији. Пребачене су из Толеда у Народну библиотеку у Мадриду. Постоје 4 рукописа, а настарији се налази у Толеду. Најдрагоценијим се сматрају два рукописа која се чувају у библиотеци манастира Ел Ескоријала. У њима се поред текста великог броја песама налази и нотни текст који бележи мелодију на коју је одређена песма певана. Странице рукописа украшене су прелепим минијатурама у боји. Ове разнобојне минијатуре, којима су илустроване поједине легенде, представљају драгоцени историјски документ о животу и обичајима средоњовековног шпанског друштва поред своје неоспорне естетичке вредности. На њима је приказан начин облачења, чешљања и украшавања како хришћана тако и Мавара и Јевреја, како мушкараца тако и жена. Такође су неисцрпан извор података о томе како су радили, ратовали, забављали се, молили и учили становници средњовековне Кастиље. Ова два поменута рукописа представљају неку врсту драгоцене синтезе трију уметности, поезије, музике и сликарства шпанског средњег века.
Колико је Алфонсу било стало до овог његовог дела сведочи одломак његовог тестамента, написаног јануара 1284. године у Севиљи. У тестаменту, у којем завештава својим синовима и кћерима поједине покрајине, градове и замке, уноси следеће: „Такође наређујемо да све књиге Похвалних песама Светој Марији буду у оној цркви у којој ће бити сахрањено наше тело и да буду певане о празницима Свете Марије.“

### Проза
Шпанска кастиљанска проза се развила у XIII веку, а њеним зачетником се сматра Алфонсо. Алфонсо X и његови сарадници су полако стварали прозну врсту огледа. Ради се углавном о прозним саставима једноставно написаним, са тежњом ка јасноћи, што прецизнијем изражавању, ка формулисању дефиниција.
Дела урађена под Алфонсовим надзором састоје се од преко 20 томова. Обухватају све области духовног живота његовог времена. То су историја (La primera Crónica general, La General e Grand Estoria), правне науке (Las Siete Partidas), природне науке (Las Tablas alfonsíes, Los Libros del Saber de Astronomía), и игре (Libros de Ajedrez, Dados y Tablas). Прозни текстови поред научне имају и извесну књижевну вредност.

#### Увођење басне
По Алфонсовом наређењу се, половином 13. века, са арапског на кастиљански превело дело Calila y Dimna. Дело представља староиднијску збирку басни и приповедака, које је у оригиналу написано на санскритском али је са арапског преведео на кастиљански. Значајно је због увођења басне у кастиљанску књижевност. Било је намењено младим племићима и будућим владарима које је требало да подучи животу. Преведено је 1251. године и заправо је то први превод на један народни језик у Европи.

#### Књиге о знању астрономије
Књиге о знању астрономије (шп. Los Libros del Saber de Astronomía). Уовом делу Алфонсови сарадници су се користили многобројним арапским и јеврејским рукописима, и ту је углавном изложен Птолемејев планетарни систем.

#### Алфонсове таблице
Алфонсове таблице (шп. Las Tablas alfonsíes), ово дело је такође посвећено астрономији. Међутим оно је настало као резултат сопствених научних посматрања које су Алфонсови астрономи обавили у опсерваторији подугнутој на обали реке Тахо у Толеду. У њему су они изложили своја запажања осунцу, месецу, неким звездама и планетама, оњиховом кретању.

#### Књиге о шаху, коцкама и таблицама
Алфонсо је показивао интересовање и за разне игре и спортове. Алфонсови сарадници су у Севиљи 1283. завршили писање дела, Књиге о шаху, коцкама и таблицама (шп. Libros de ajdrez, dados y tablas).

#### Драго камење
Драго камење (шп. Lapidario) је такође још једно дело урађено под Алфонсовим руководством, везано за алхемију и астрологију. У њему су објашњене чудотворне особине многих врста драгог и полудрагог камења, њихов утицај на човекову судбину и на његово здравље. Упредговору стоји да је ова књига превод арапског текста који је нађен сакривен код једног толедског Јеврејина „који није хтео да га искористи нити да се њиме други користе.“ Уоно време књига је престављала неку врску научног дела, па је Алфонсо задужио двојицу својих сарадника, једног јеврејског физичара и једног шпанског свештеника, великог зналца астрономије, да је са арапског преведу на кастиљански. У то време писци оваквих дела били су сматрани научницима.

### Историографска дела
Алфонсо X је први шпански историчар у савременом значењу те речи. Замислио је два велика историографска дела у којима је по први пут у Шпанији на романском језику требало да буду написане Историја Шаније и Историја света.

#### Историја Шпаније
Први део плана почео је да остварује око 1270. године, тада је започета La Primera Crónica General, у ствари Истрија Шпаније. Алфонсови сарадници су обрадили огроман материјал, користили су разне изворе и исписали стотинак томова. Следећи Алфонсова упутства обрадили су и превели разна дела, најраније хронике написане у Шпанији а латинском језику, дела класичних, грчких и римских писаца. Трагали су за сваким и најмањим податом о шпанском подебљу и људима који је био забележен у неком делу. За писање историје Кастиље користили су јуначке епске песме о појединим историјским личностима, оне су највероватније преношене усменим путем. По Алфонсовом мишљењу историја Шпаније је морала да почне од најранијих, митских времена. Он је намеравао да напише историју Кастиље, Наваре, Арагона и Португалије. Тиме је он наговестио јединство свих шпанских покрајина, које ће бити остварено два века касније захваљујући Кастиљи.
Многоброни рукописи Историје Шпаније отежавају прецизно одређивање онога што је урадио дон Алфонсо са својим сарадницима а шта су, после његове смрти, урадили његови сарадници за време владавине његовог сина Санћа IV. На основу документације установњено је да овај подухват није могао у целини бити остварен у току Алфонсовог живота, али рад је и после његове смрти настављен по његовој замисли.
La Primera Crónica General или Estoria de España, постоји само материјал који је припремљен за њу. Она није у потпуности завршена, материјал још увек није проучен. Велики број сачуваних рукописа тек треба да буду анализирани од стране историчара и историчара књижевности. Ово дело које је историјске садржине припада колико историји толико и књижевности. Један од разлога је тај што је ово прво историјско дело написано у Шпанији настало у времену када разлике између историје као науке и књижевности као уметности нису биле довољно јасне.
Алфонсо док је прикупљао материјал за ову Исторју није правио разлику између историјских и књижевних извора. Користио је ивесне класичне епове (као Луканову Фарсалију). Захвањујући њему завршена је вишевековна владавина латинског језика у прозним делима. То је било неоходно јер је број образованих људи, поготову оних који су се служили латинским у Шпанији био све мањи.
У Историји Шпаније има текстова који иако су написани на народном језку по својој структури подећају на своје латинске претходнике и изворе. Писани су доста сувопарно, по одређеној шеми која је још хроничарима служила као образац за описивањее живота појединих владара. Међутим има доста текстова у којима су историјски делови занемарени на рачун књижевних, постоје одломци праве књижевне прозе, у којима су историјски податак, догађај или личност повод за психолошку анализу личности или опис неке средине. Такви су на пример одломци у којима је описан Мухамедов живот, делови у којима је описан Јулије Цезар, од физичког изгледа до психолошких особина, навика, понашања. Издваја се текст у коме је дат хвалоспев Шпанији, њеним људима и њеном духу. Овај одломак се налази у поглављу у коме су описана освајања Визигота. Поглавља у Историји Шпаније у којима се говори о Шпанији, а посебно о несрећама које су је задесиле, садрже патриотска осећања лирски изражена.
У Историји Шпаније (шп. La Primera Crónica general) постоје записани у прози многи јуначки спевови. La Primera Crónica general из XIII века доживела је многе прераде, наставке и допуне (la Segunda Crónica general-1344; la Tercera Crónica general, la Crónica de veinte Reyes, la Crónica de Castilla). У свима су присутни елементи епске поезије записане не због своје књижевне вредности већ због своје историјске веродостојности.

#### Општа историја света
Алфонсо је негде око 1280. године организовао писање Опште историје света, коме је дао назив La General e grand Estoria. На основу већ стечених искуства у раду читаве његове научничко-преводилачке екипе дошао је до закључка да је шпанска проза оспособљена да послужи као средство за описивање свих догађаја, свих личности из разних крајева света о којима се у његово време знало. Окупио је људе који су знали латински, француски, јеврејски и арапски и почео да остварује свој велики план. Као основна грађа служили су му Библија, дела Овидија, Плинија и других класичних писаца, текстови арапских историчара. Ово обимно дело је остало недовршено, оно представља праву енциклопедију. Он је намеравао да у њему опише развој Грка, Римљана и Шпанаца али и Јевреја и неких афричких народа.
На основу фрагментарног проучавања Опште историје света може се рећи да је опширност једна од најуочљивијих особина. Реченице су веома дуге, у њима има повремених понављања, нагомилавања детаља. Запажа се тежња писаца да буду што јаснији, што прецизнији у излагању и тумачењу појединих појмова, појава и личности. Они ће дефинисати сваки појам за који претпостављају да је нов или недовољно познат.

## Породично стабло
|  |                                        |  |  |  |  |  |  |  |  |  |  |  |  |  |  |  |
|  | 16. Алфонсо VII од Леона и Кастиље     |  |  |  |  |  |  |  |  |  |  |  |  |  |  |  |
|  |                                        |  |  |  |  |  |  |  |  |  |  |  |  |  |  |  |
|  |                                        |  |  |  |  |  |  |  |  |  |  |  |  |  |  |  |
|  | 8. Фернандо II од Леона                |  |  |  |  |  |  |  |  |  |  |  |  |  |  |  |
|  |                                        |  |  |  |  |  |  |  |  |  |  |  |  |  |  |  |
|  |                                        |  |  |  |  |  |  |  |  |  |  |  |  |  |  |  |
|  | 17. Беренгарија од Барселоне           |  |  |  |  |  |  |  |  |  |  |  |  |  |  |  |
|  |                                        |  |  |  |  |  |  |  |  |  |  |  |  |  |  |  |
|  |                                        |  |  |  |  |  |  |  |  |  |  |  |  |  |  |  |
|  | 4. Алфонсо IX од Леона                 |  |  |  |  |  |  |  |  |  |  |  |  |  |  |  |
|  |                                        |  |  |  |  |  |  |  |  |  |  |  |  |  |  |  |
|  |                                        |  |  |  |  |  |  |  |  |  |  |  |  |  |  |  |
|  | 18. Афонсо I Португалски               |  |  |  |  |  |  |  |  |  |  |  |  |  |  |  |
|  |                                        |  |  |  |  |  |  |  |  |  |  |  |  |  |  |  |
|  |                                        |  |  |  |  |  |  |  |  |  |  |  |  |  |  |  |
|  | 9. Урака од Португалије                |  |  |  |  |  |  |  |  |  |  |  |  |  |  |  |
|  |                                        |  |  |  |  |  |  |  |  |  |  |  |  |  |  |  |
|  |                                        |  |  |  |  |  |  |  |  |  |  |  |  |  |  |  |
|  | 19. Матилда од Савоје и Португалије    |  |  |  |  |  |  |  |  |  |  |  |  |  |  |  |
|  |                                        |  |  |  |  |  |  |  |  |  |  |  |  |  |  |  |
|  |                                        |  |  |  |  |  |  |  |  |  |  |  |  |  |  |  |
|  | 2. Фернандо III од Кастиље             |  |  |  |  |  |  |  |  |  |  |  |  |  |  |  |
|  |                                        |  |  |  |  |  |  |  |  |  |  |  |  |  |  |  |
|  |                                        |  |  |  |  |  |  |  |  |  |  |  |  |  |  |  |
|  | 20. Санчо III од Кастиље               |  |  |  |  |  |  |  |  |  |  |  |  |  |  |  |
|  |                                        |  |  |  |  |  |  |  |  |  |  |  |  |  |  |  |
|  |                                        |  |  |  |  |  |  |  |  |  |  |  |  |  |  |  |
|  | 10. Алфонсо VIII од Кастиље            |  |  |  |  |  |  |  |  |  |  |  |  |  |  |  |
|  |                                        |  |  |  |  |  |  |  |  |  |  |  |  |  |  |  |
|  |                                        |  |  |  |  |  |  |  |  |  |  |  |  |  |  |  |
|  | 21. Бланка од Наваре, краљица Кастиље  |  |  |  |  |  |  |  |  |  |  |  |  |  |  |  |
|  |                                        |  |  |  |  |  |  |  |  |  |  |  |  |  |  |  |
|  |                                        |  |  |  |  |  |  |  |  |  |  |  |  |  |  |  |
|  | 5. Беренгела од Кастиље                |  |  |  |  |  |  |  |  |  |  |  |  |  |  |  |
|  |                                        |  |  |  |  |  |  |  |  |  |  |  |  |  |  |  |
|  |                                        |  |  |  |  |  |  |  |  |  |  |  |  |  |  |  |
|  | 22. Хенри II Плантагенет               |  |  |  |  |  |  |  |  |  |  |  |  |  |  |  |
|  |                                        |  |  |  |  |  |  |  |  |  |  |  |  |  |  |  |
|  |                                        |  |  |  |  |  |  |  |  |  |  |  |  |  |  |  |
|  | 11. Елеонора Енглеска, краљица Кастиље |  |  |  |  |  |  |  |  |  |  |  |  |  |  |  |
|  |                                        |  |  |  |  |  |  |  |  |  |  |  |  |  |  |  |
|  |                                        |  |  |  |  |  |  |  |  |  |  |  |  |  |  |  |
|  | 23. Елеонора од Аквитаније             |  |  |  |  |  |  |  |  |  |  |  |  |  |  |  |
|  |                                        |  |  |  |  |  |  |  |  |  |  |  |  |  |  |  |
|  |                                        |  |  |  |  |  |  |  |  |  |  |  |  |  |  |  |
|  | 1. Алфонсо X од Кастиље                |  |  |  |  |  |  |  |  |  |  |  |  |  |  |  |
|  |                                        |  |  |  |  |  |  |  |  |  |  |  |  |  |  |  |
|  |                                        |  |  |  |  |  |  |  |  |  |  |  |  |  |  |  |
|  | 24. Фридрих II Швапски                 |  |  |  |  |  |  |  |  |  |  |  |  |  |  |  |
|  |                                        |  |  |  |  |  |  |  |  |  |  |  |  |  |  |  |
|  |                                        |  |  |  |  |  |  |  |  |  |  |  |  |  |  |  |
|  | 12. Фридрих I Барбароса                |  |  |  |  |  |  |  |  |  |  |  |  |  |  |  |
|  |                                        |  |  |  |  |  |  |  |  |  |  |  |  |  |  |  |
|  |                                        |  |  |  |  |  |  |  |  |  |  |  |  |  |  |  |
|  | 25. Јудита од Баварске                 |  |  |  |  |  |  |  |  |  |  |  |  |  |  |  |
|  |                                        |  |  |  |  |  |  |  |  |  |  |  |  |  |  |  |
|  |                                        |  |  |  |  |  |  |  |  |  |  |  |  |  |  |  |
|  | 6. Филип Швапски                       |  |  |  |  |  |  |  |  |  |  |  |  |  |  |  |
|  |                                        |  |  |  |  |  |  |  |  |  |  |  |  |  |  |  |
|  |                                        |  |  |  |  |  |  |  |  |  |  |  |  |  |  |  |
|  | 26. Рено III од Бургундије             |  |  |  |  |  |  |  |  |  |  |  |  |  |  |  |
|  |                                        |  |  |  |  |  |  |  |  |  |  |  |  |  |  |  |
|  |                                        |  |  |  |  |  |  |  |  |  |  |  |  |  |  |  |
|  | 13. Беатриче I од Бургундије           |  |  |  |  |  |  |  |  |  |  |  |  |  |  |  |
|  |                                        |  |  |  |  |  |  |  |  |  |  |  |  |  |  |  |
|  |                                        |  |  |  |  |  |  |  |  |  |  |  |  |  |  |  |
|  | 27. Агата од Лорене                    |  |  |  |  |  |  |  |  |  |  |  |  |  |  |  |
|  |                                        |  |  |  |  |  |  |  |  |  |  |  |  |  |  |  |
|  |                                        |  |  |  |  |  |  |  |  |  |  |  |  |  |  |  |
|  | 3. Елизабета од Швабије                |  |  |  |  |  |  |  |  |  |  |  |  |  |  |  |
|  |                                        |  |  |  |  |  |  |  |  |  |  |  |  |  |  |  |
|  |                                        |  |  |  |  |  |  |  |  |  |  |  |  |  |  |  |
|  | 28. Андроник Дука Анђео                |  |  |  |  |  |  |  |  |  |  |  |  |  |  |  |
|  |                                        |  |  |  |  |  |  |  |  |  |  |  |  |  |  |  |
|  |                                        |  |  |  |  |  |  |  |  |  |  |  |  |  |  |  |
|  | 14. Исак II Анђео                      |  |  |  |  |  |  |  |  |  |  |  |  |  |  |  |
|  |                                        |  |  |  |  |  |  |  |  |  |  |  |  |  |  |  |
|  |                                        |  |  |  |  |  |  |  |  |  |  |  |  |  |  |  |
|  | 29. Euphrosyne Kastamonitissa          |  |  |  |  |  |  |  |  |  |  |  |  |  |  |  |
|  |                                        |  |  |  |  |  |  |  |  |  |  |  |  |  |  |  |
|  |                                        |  |  |  |  |  |  |  |  |  |  |  |  |  |  |  |
|  | 7. Ирина Анђелина                      |  |  |  |  |  |  |  |  |  |  |  |  |  |  |  |
|  |                                        |  |  |  |  |  |  |  |  |  |  |  |  |  |  |  |
|  |                                        |  |  |  |  |  |  |  |  |  |  |  |  |  |  |  |